# Goring Gap

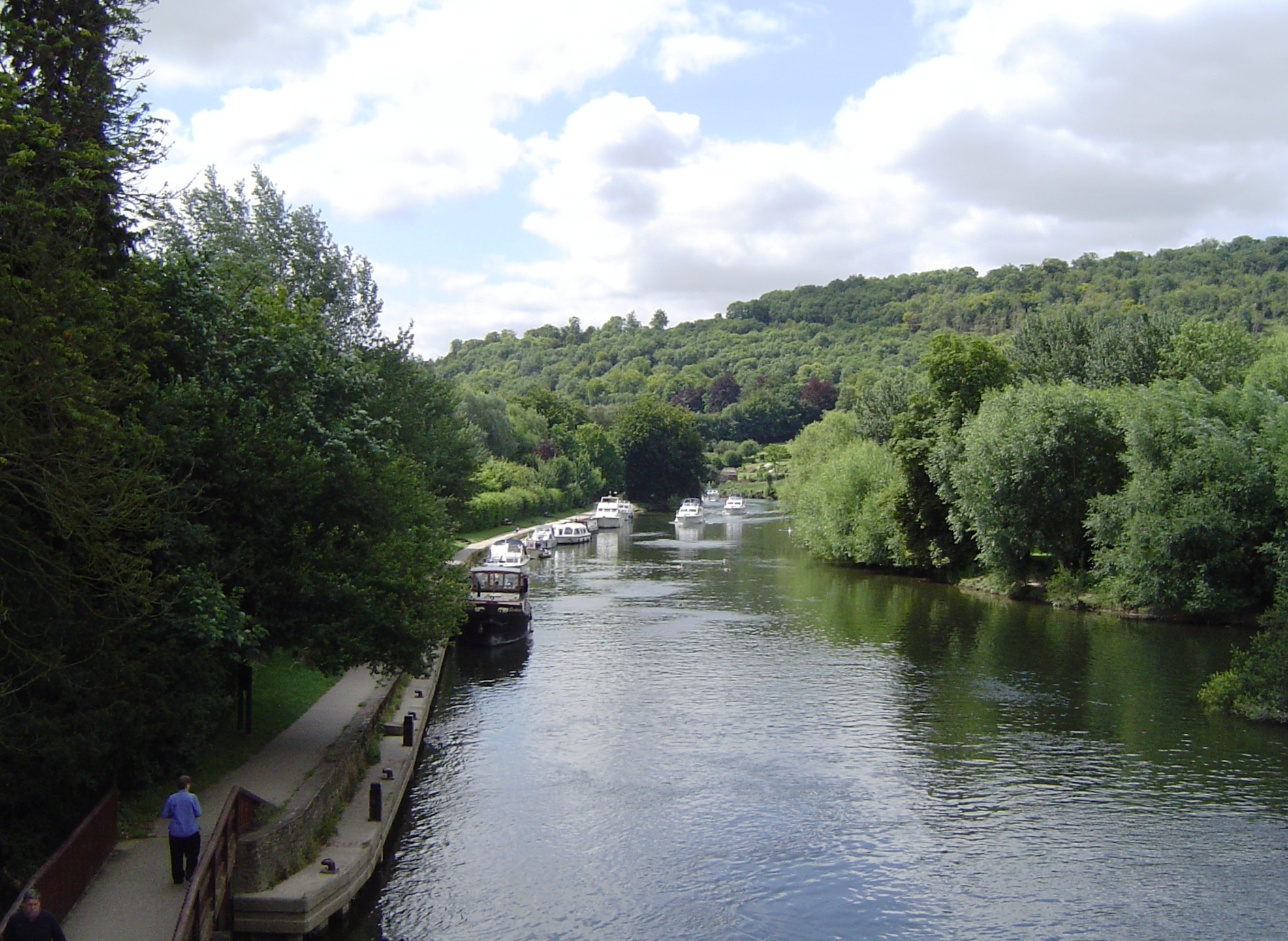
Die Themse im Goring Gap

Das Goring Gap eine geologische Formation an der Themse ungefähr 10,5 km flussaufwärts von Reading.

## Hintergrund
Vor einer halben Million Jahren floss die Themse in ihrem heutigen Verlauf durch Oxfordshire, doch wendete sich dann nach Nordosten und durchquerte Bedfordshire, bevor sie die Nordsee in East Anglia nahe Ipswich erreichte. Während der Elster-Kaltzeit blockierte Eis den Ausfluss ins Meer und Schmelzwasser, das sich in die Themse ergoss, staute sich zu einem See. Dieses Seewasser schnitt schließlich einen neuen Flusslauf durch die Kreide am heutigen Goring Gap. Der neue Flusslauf ging nun südlicher durch Berkshire, das heutige Hertfordshire und Essex.
Heute verengt das Goring Gap das ansonsten breite Tal der Themse. Steile Hügel erheben sich nach Süden zum Lardon Chase, in den Berkshire Downs und die Chiltern Hills erheben sich im Norden. Die Orte Goring und Streatley liegen an der Themse im Goring Gap.
Das Goring Gap ist ein wichtiger Verkehrsweg, der ein Hauptstraße zwischen Reading und Oxford, so wie die Haupteisenbahnstrecke von London-Paddington aus, aufnimmt.